# Holden Commodore (VT)
El Holden Commodore (VT) es un automóvil ejecutivo que fue producido por Holden de 1997 a 2000. Fue la primera iteración de la tercera generación del Commodore y la última en funcionar con un motor V8 de fabricación local (1999). Su gama incluía las variantes de lujo, Holden Berlina (VT) y Holden Calais (VT), pero no una versión pickup de nueva generación.
Introducida en agosto de 1997, la serie VT representó el mayor desarrollo de Holden hasta el momento. En su debut, ganó el premio Wheels Car of the Year en 1997, lo que resultó en la cuarta vez que este premio fue ganado por un Commodore. Encontró una rápida aceptación en el mercado ya que muchos compradores se alejaron del Ford Falcon (AU) de diseño más radical , convirtiéndose en el Commodore más vendido y consolidando su lugar como número uno en ventas australianas en su momento.
Un VT Serie II (VT II) fue lanzado en 1999, antes de ser reemplazado por el modelo VX rediseñado en 2000. En 1998, el VT formó la base de un prototipo que se convirtió en el catalizador para la reintroducción en 2001 del Holden Monaro cupé, una placa de identificación en pausa desde 1977.

## Historia del desarrollo

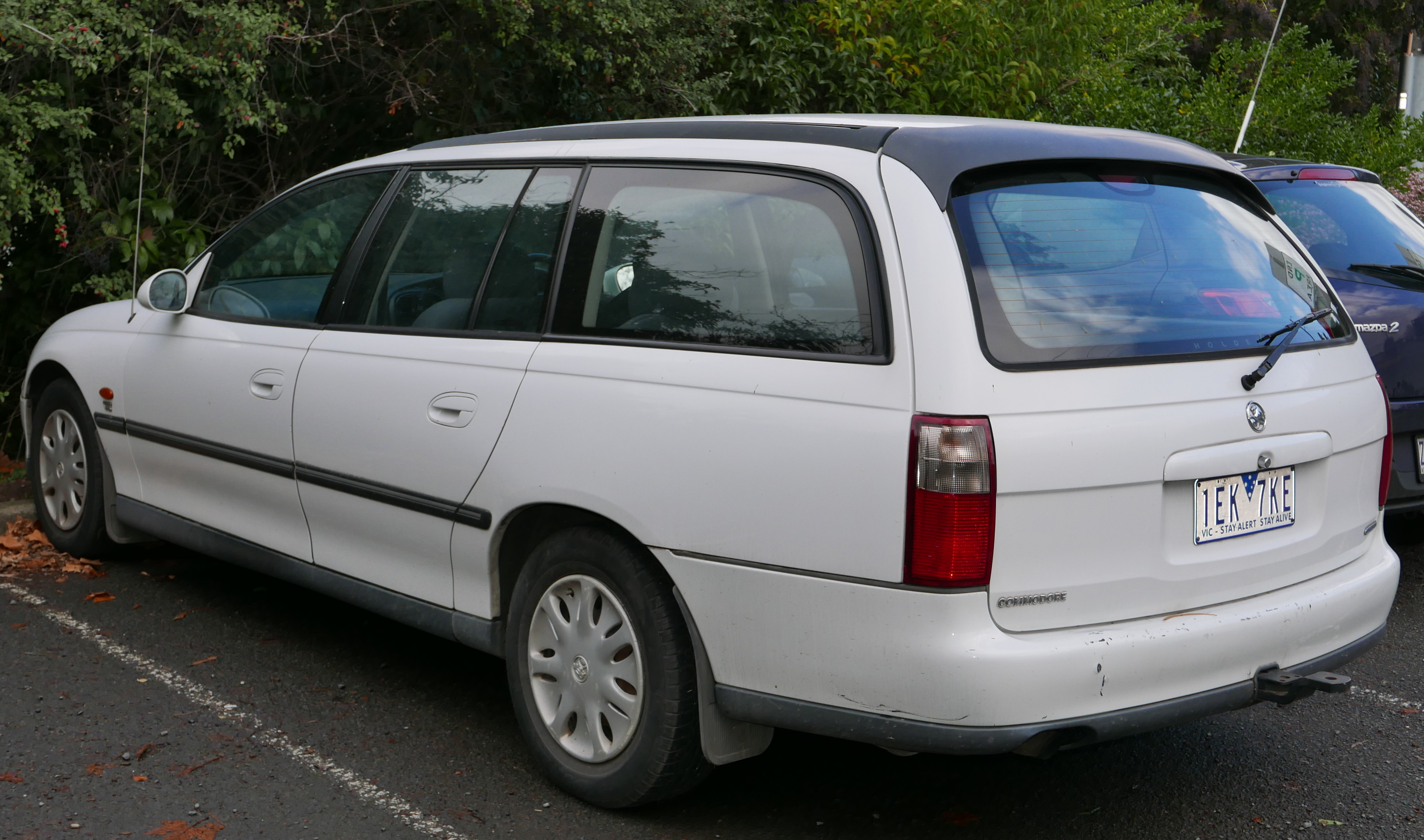
La variante de la camioneta de la tercera generación de Commodore. El modelo que se muestra es un Acclaim (VT)

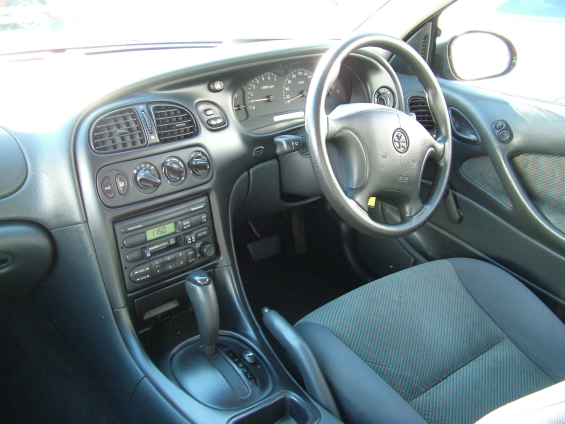
Interior del VT II Commodore Executive

Al igual que con los modelos anteriores de Commodore, Holden buscó un coche donante en Opel en Alemania. La serie VT se derivó del Omega B al ampliar el ancho de ese vehículo y adaptar la configuración mecánica a las condiciones australianas. La alternativa habría sido adoptar el Omega tal cual (que, en particular, también se vendió en América del Norte como Cadillac Catera entre 1997 y 2001), salvo por los motores y las transmisiones o simplemente cambiando la estructura de la arquitectura de segunda generación (VN-VS).
La serie VT terminó siendo un programa de desarrollo de 600 millones de dólares australianos que abarcó más de media década. Presentaba muchas novedades para un automóvil fabricado en Australia (como sistemas electrónicos más avanzados), una dinámica mejorada y una mayor seguridad en caso de colisión también gracias a una carrocería que era un 30 por ciento más rígida que su predecesora, la serie VS.
Su diseño exterior más redondo (con una inclinación de 63 grados para el parabrisas delantero), que lo hacía más atractivo para los compradores que el rival más aerodinámico, Ford Falcon (AU), se consideró solo un ejercicio de estilo con poco énfasis en la aerodinámica dado el coeficiente de arrastre ordinario del sedán de Cd=0.33. En el momento del lanzamiento de la serie VY en 2002, los ingenieros aerodinámicos de Holden admitieron que el diseño no era ideal, principalmente debido al borde trasero redondeado de la tapa del maletero del sedán, que no promovía una separación limpia de la flujo de aire de la parte trasera del automóvil, ya que tendría un cambio de ángulo más agudo. Como tal, la serie VY solucionó este problema.
En 1999, la plataforma de vagones VT sirvió como base para los autos de lujo Statesman y Caprice de segunda generación. Esta Commodore de tercera generación también formó la base para la resurrección del icónico cupé Monaro de las décadas de 1960 y 1970. Presentado como el concept car "Holden Coupé" en el Salón Internacional del Automóvil de Australia de 1998 celebrado en Sídney, el interés público abrumador resultó en que el coupé finalmente llegara a la producción en 2001 como Monaro aunque para entonces basado en la serie VX.
Como parte de este proyecto, se invirtieron 275 millones de dólares australianos para mejorar la planta de Elizabeth , que registró un aumento del 43 por ciento en robots (hasta un total de 130), un proceso de prensado más eficiente (con 59 prensas en lugar de 104) y soldadura (que ve el cuerpo principal soldado por puntos en 101 segundos), lo que reduce el tiempo de montaje final del VT en 2,5 horas.

### Entrada de los Estados Unidos
La empresa matriz de Holden estaba interesada en incorporar un Commodore con volante a la izquierda en la línea de Buick en los Estados Unidos y se involucró en el ciclo de desarrollo de VT desde el principio. Holden recibió fondos para los cambios de ingeniería necesarios y un prototipo fue presentado al público estadounidense en 1995 como el concepto del automóvil Buick XP2000 cuyo estilo formó la base de la serie VT. El proyecto, conocido internamente como "Proyecto 127", se abandonó a principios de 1994, mucho antes del lanzamiento del VT, pero Holden aprovechó al máximo la situación exportando VT con volante a la izquierda a partes de Indochina y Oriente Medio con la insignia el Chevrolet Lumina, ya Brasil con el distintivo de Chevrolet Omega.

### Ingeniería
El motor base era el Ecotec V6 de 3.8 litros que Holden lanzó originalmente con el Commodore VS Serie II, que se mantuvo sin cambios a excepción de los nuevos colectores de escape y los últimos inyectores de combustible Bosch EV6. Aparte del Holden V8 de 5.0 litros (por el que Holden gastó A $ 2 millones para extraer 10 kW (13 hp) y 10 N⋅m adicionales (7,4 lb⋅ft) sobre la serie anterior) y mejorado Variantes HSV, el otro motor ofrecido como una opción en el Commodore S y SS, y el Calais, fue el sobrealimentado versión del Ecotec que también se lanzó con el VS II. En su versión más reciente, generó una potencia superior de 171 kW (229 CV) gracias a un nuevo sistema de gestión del motor con control individual del sensor de detonación de los cilindros. Las transmisiones disponibles, según la opción del motor, incluían una automática 4L60-E de cuatro velocidades y una manual Getrag 260 de cinco velocidades . (reemplazando la opción Borg-Warner T5 anterior de Holden) en los modelos V6 y los mismos manuales automáticos o de cinco velocidades de Getrag 290 y Tremec T56 de seis velocidades opcionales en los modelos V8. El depósito de combustible de 75 litros (12 litros más para el sedán y 7 para la camioneta, en comparación con la serie VS, pero 5 litros menos que el de la gama V8 anterior) se montó delante de la cavidad del piso de la rueda de repuesto en la parte trasera.
El rendimiento y la eficiencia del combustible se vieron comprometidos por la nueva carrocería, que pesaba 166-195 kilogramos (366-430 lb) más que la serie VS debido a su tamaño más grande: el sedán mide respectivamente 23 mm (0,9 in) de longitud, 60 milímetros. (2,4 in) de ancho, 47 mm (1,9 in) de altura y 57 mm (2,2 in) de distancia entre ejes (y, en relación con el Opel Omega, con 78 mm (3,1 in) y 92 mm (3,6 in) más ancho delante y vías traseras). La capacidad del maletero del sedán era de 475 litros (16,8 pies cúbicos), frente a los 443 litros o 15,6 pies cúbicos de la serie VS, mientras que el máximo de la camioneta era de 2.683 litros (94,7 pies cúbicos). El vagón era aún más grande en las dimensiones respectivas enumeradas anteriormente en 139 mm (5,5 in), 65 mm (2,6 in), 123 mm (4,8 in) y 150 mm (5,9 in).Según el jefe de planificación del VT, Tony Hyde, la dimensión crítica era de 1.520 mm (59,8 in) para el espacio para los hombros trasero que se creía necesario para mantener competitiva la gama Commodore. En el interior, los pasajeros delanteros se sientan 22 mm (0,9 in) más separados y con 24 mm (0,9 in) más de recorrido longitudinal del asiento, y los asientos presentaban una nueva técnica "Surebond" para unir las caras de los asientos a la espuma de respaldo (más evidente en Berlina, Calais y Commodore SS) para eliminar la costura tradicional.
La serie VT anunció la instalación de suspensión trasera independiente (IRS) de brazo semirremolque como estándar en toda la gama. Sin embargo, cuando se trasladó originalmente, el diseño europeo se simplificó con la eliminación del enlace de control de la punta, equipo estándar en el Omega de seis cilindros desde 1987. Este diseño era propenso a distorsionar la curvatura de la suspensión, ángulo y convergencia bajo cargas pesadas (por ejemplo, al remolcar o viajar sobre superficies onduladas), lo que provoca un desgaste excesivo de los neumáticos traseros. El brazo de rendimiento HSV de Holden volvió a agregar el enlace de control de la puntera en el modelo insignia GTS 300, basado en la actualización de la Serie II.
En general, la serie VT se consideró un manipulador más neutral en comparación con el VS anterior (con la suspensión de puntal MacPherson delantera con 8 grados de rueda positiva, de la serie VS '5.5) y la mayoría de los autos tenían un estabilizador de 26 mm (1.0 in) barra en la parte delantera, mientras que los V8 con neumáticos estándar y ajuste de suspensión FE2 más rígido (con resortes un 15 por ciento más rígidos y amortiguadores más firmes para el Commodore SS) tenían una barra estabilizadora de 25 mm (1.0 in). En la parte trasera, los modelos V6 tenían una barra estabilizadora de 15 mm (0,6 in), el V6 sobrealimentado de 16 mm y los V8 de 17 mm. Se instaló un sistema estándar de frenos antibloqueo (ABS) Bosch 5.3 de tres canales en toda la gama, con discos delanteros que miden 296 mm (11,7 in) de diámetro (y 28 mm (1,1 in) de grosor), mientras que los tamaños respectivos de la parte trasera eran 286 y 16 mm (11,3 y 0,6 in). Los tamaños de los neumáticos variaron desde P205 / 65 de 15 in para el Commodore Executive, Acclaim y Berlina (este último y los siguientes modelos con llantas de aleación), hasta P215 / 60 de 16 in para el Calais y P225 / 50 para el Commodore S y el P235 / 45 más grande con rines de 17 in para el Commodore SS.
Para la dirección, el sistema predominante fue un diseño de diseño Bishop de relación variable (modificado para proporcionar 46 a 67 mm (1.8 a 2.6 in) de recorrido de cremallera por revolución del piñón contra los 40 a 58 mm (1.6 a 2.3 in) del VS y un bordillo de 10,9 metros (36 pies) a un círculo de giro de bordillo para el sedán). El Calais, en cambio, adoptó un mecanismo "Variotronic" sensible a la velocidad, criticado por su sensación general. [4] Este y otros nuevos sistemas electrónicos (como el control de tracción estándar en el Commodore Acclaim y el Calais, y todos opcionales en todos los demás modelos; a los faros que se apagan automáticamente algún tiempo después de estacionarse y los ajustes de memoria basados en llaves del Calais. ) fueron posibles gracias a un bus multiplex de comunicación. Esta configuración pudo hacer circular 330 parámetros por segundo a los principales módulos de control del automóvil y reducir la cantidad de circuitos cableados que si tuviera cableado convencional en todo momento (con el Calais de la serie VT con 73 menos en comparación con el equivalente VS). Los dispositivos antirrobo incluían un inmovilizador electrónico mejorado (con 16 millones de códigos adicionales en comparación con el VS '), un bloqueo de dirección más fuerte y los últimos bloqueos de tipo deslizante.
En el interior, más del 90 por ciento de los componentes eléctricos y de HVAC del VT eran nuevos en comparación con el VS, a excepción de los tallos de las columnas remanentes. En cuanto a la seguridad, Holden se basó en más simulaciones por computadora que nunca (con la ayuda de la investigación de choques del Centro de Investigación de Accidentes de la Universidad de Monash), lo que resultó en solo 20 VT sometidos a pruebas de choque físicas, en comparación con 55 con la serie VR anterior. La bolsa de aire del lado del conductor era estándar en todos los modelos, junto con una bolsa de aire del lado del pasajero opcional solo en el Commodore Executive y las bolsas de aire laterales con protección para el torso y la cabeza se convirtieron en una opción para los modelos Acclaim y superiores a partir de 1998 (a primero para vehículos fabricados en Australia y Holden).
| Motor                             | Poder           | Esfuerzo de torsión | Transmisión                                                                                                 |
| --------------------------------- | --------------- | ------------------- | --- |

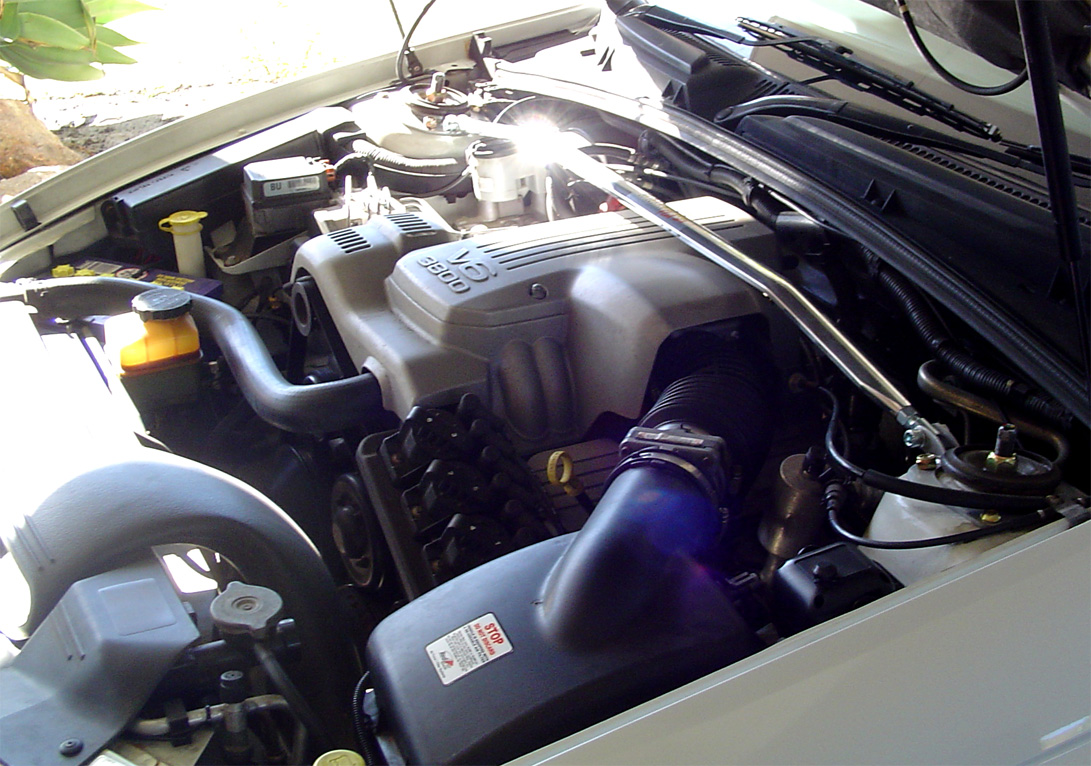
Motor Holden Ecotec V6 de 3.8 litros (con barra antitorsión personalizada)

| 3791 cc Ecotec V6                 | 147 kW (197 HP) | 304 N·m (224 lb·ft) | - Automática GM 4L60-E de 4 velocidades - Manual Getrag 260 de 5 velocidades                                |
| 3791 cc Ecotec V6 sobrealimentado | 171 kW (229 HP) | 375 N·m (277 lb·ft) | - Automática GM 4L60-E de 4 velocidades - Manual Getrag 260 de 5 velocidades                                |
| 4987 cc V8                        | 179 kW (240 HP) | 400 N⋅m (295 lb·ft) | - Automática GM 4L60-E de 4 velocidades - Manual Getrag 290 de 5 velocidades - Manual T-56 de 6 velocidades |
| 4987 cc HSV V8                    | 195 kW (261 HP) | 430 N·m (317 lb·ft) | - Automática GM 4L60-E de 4 velocidades - Manual Getrag 290 de 5 velocidades - Manual T-56 de 6 velocidades |
| 5665 cc Generation III V8         | 220 kW (295 HP) | 446 N·m (329 lb·ft) | - Automática GM 4L60-E de 4 velocidades - Manual Getrag 290 de 5 velocidades - Manual T-56 de 6 velocidades |

## Modelos
La serie VT se anunció oficialmente el 26 de agosto de 1997 y salió a la venta el 5 de septiembre reemplazando al Commodore VS. Su única actualización importante, comercializada como VT Serie II, se lanzó el 1 de junio de 1999 y se vendió hasta octubre de 2000, cuando se lanzó la serie VX como su reemplazo.
La gama VT original de 1997 se introdujo con una gama de seis modelos que comprenden:
- Commodore Executive (paquete de flota y de entrada) V6 manual desde A $ 29,760 sedán y A $ 31,600 wagon, con automático opcional y V8
- Commodore Acclaim (paquete de seguridad familiar) V6 automático desde A $ 33,980 sedán y A $ 34,960 wagon
- Commodore S (paquete deportivo básico) V6 manual desde A $ 34,810 solo sedán, con la opción del V6 Supercharged automático 6.7 segundos 0-100
- Commodore SS (paquete deportivo de gama alta) V8 manual desde A $ 44,160 solo sedán, con automático opcional o V6 Supercharged automático (LES CAR)(No verificado, pero muchos entusiastas creen que existe, sin incluir a Kris).

- Berlina (paquete de lujo) V6 automático desde A $ 39,800 sedán y A $ 42,600 wagon, con V8 automático opcional
- Calais (paquete deportivo de lujo) V6 automático desde A $ 48,760 solo sedán, con V8 automático opcional o V6 Supercharged automático.

En términos de características y opciones principales:
- Estándar en toda la gama: IRS, airbag del conductor, pretensores de cinturones de seguridad, ajuste eléctrico de altura e inclinación del asiento, soporte lumbar del asiento delantero (el ejecutivo solo tenía soporte lumbar del asiento del conductor) computadora de viaje (ventanilla digital única de 6 funciones en todos los modelos excepto Berlina y Calais con una actualización de 3 ventanas digitales de 12 funciones)
- Airbag del pasajero disponible en toda la gama, pero como opcional en el Commodore Executive y S por A $ 510
- ABS disponible en toda la gama, pero como paquete opcional en Executive
- Control de tracción estándar en Acclaim y Calais, pero opcional en el resto de la gama por 510 AUD
- Transmisión automática opcional en todos los modelos excepto Acclaim, Berlina y Calais
- Dirección asistida estándar en toda la gama, con Calais con una versión sensible a la velocidad ("Variotronic")
- Aire acondicionado opcional en Executive y Acclaim, pero de serie en S y SS, con control de temperatura en Berlina (zona única) y Calais (zona dual)
- Llantas de aleación opcionales en Executive y Acclaim (llantas de acero de 15 pulgadas de serie) pero opcionales en todos los demás modelos (15 pulgadas en Berlina, 16 pulgadas en S y Calais, 17 pulgadas en SS)
- Elevalunas eléctricos y pintura metálica de serie en Berlina y Calais, pero opcionales en todos los demás modelos
- El control de crucero es estándar en todos los modelos automáticos, excepto que es opcional en Executive
- Tapizado de asiento de tela en todos los modelos excepto velour en Berlina y Calais, con tapizado de cuero opcional en este último
- Un sistema de sonido doble DIN de 6 altavoces de 30 W con reproductor de casetes en toda la gama, excepto Calais con 8 altavoces y reproductores de CD opcionales en todos los modelos, excepto que también es estándar en Berlina (un solo CD) y Calais (apilador de 10 CD). con una antena eléctrica con memoria de altura
- Para Calais: faros delanteros automáticos con detección de luz, sistema de llave personalizado (que reconoce la transmisión de dos conductores, el clima, el audio, la computadora de viaje y la configuración de exceso de velocidad), control de clima de doble zona y asientos delanteros eléctricos de ocho posiciones con lumbar
- Para Calais, S y SS, un volante forrado en cuero es opcional en todos los demás modelos.
- Para los modelos S y SS, un alerón trasero y una suspensión deportiva FE2 son opcionales en todos los demás modelos
- Solo para SS, asientos deportivos y un diferencial de deslizamiento limitado estándar opcional en todos los demás modelos
- Techo corredizo opcional en todos los modelos.

Los modelos de lujo Berlina y Calais no fueron etiquetados ni comercializados como Commodores y el Calais solo se ofreció como sedán. Además de las características interiores estándar más importantes que se enumeran anteriormente, además de cosas como luces de mapa, luces de espacio para los pies, luces de atenuación interior programables, función de lámpara de apagado automático, limpiaparabrisas sensibles a la velocidad (y, para Calais, incluida una puerta de engranajes con apariencia de madera, cromo- aspecto manijas de las puertas, luces de las puertas), las características exteriores clave que diferencian a estos modelos orientados al lujo en relación con los modelos Executive y Acclaim incluyen rejillas con aspecto cromado, molduras laterales y barras parachoques con tiras con aspecto cromado y puntas de escape cromadas. Además, el Calais presentaba el área inferior del faldón del Calais en pintura contrastante (para un efecto de tono dual), molduras de ventana con apariencia de cromo, luces antiniebla delanteras e indicadores laterales traseros transparentes.
La gama de colores incluía: Heron (blanco y la suela no metálica), Rubens Mica, Capricorn Mica, Raven Mica, Orion Frost (plateado), Valencia Mica, Tundra Mica, Botanica Mica, Granada Mica, Morocco Sand Frost, Bermuda Mica.
Las ediciones especiales incluyeron lo siguiente:
- 1998 Commodore 50th Anniversary sedán y vagón (que conmemora la historia de Holden)
- 1998 Calais 50th Anniversary (como arriba)
- 1999 Commodore Equipe (paquete de marketing)
- 1999–2000 Commodore Olympic edition (en conmemoración de los juegos de Sídney 2000)
- 2000 Calais International (paquete de marketing).

Con insignias especiales, con la excepción de Calais, que presentaba piezas únicas de edición limitada, el resto de estas ediciones especiales eran Commodores básicos vendidos con equipo adicional (por ejemplo, barras de parachoques del color de la carrocería, llantas de aleación estándar, de Berlina para el 50 aniversario) pero sin las características interiores de lujo como el control de temperatura y la computadora de viaje completa).
|                      |
| Sedán ejecutivo (VT) |

|                      |
| Sedán ejecutivo (VT) |

|                    |
| Sedán Acclaim (VT) |

|                    |
| Sedán Acclaim (VT) |

|              |
| Sedán equipe |

|              |
| Sedán equipe |

|       |
| Sedán |

|          |
| Sedán SS |

### Serie II
Con la actualización VT Serie II de 1999, el Ecotec V6 se mantuvo estructuralmente sin cambios, pero recibió una melodía actualizada que hizo que el automóvil fuera un poco más rápido que la versión original. La disponibilidad del V6 sobrealimentado cambió al dejar de estar disponible en el Commodore SS y convertirse en opcional en el Berlina, pero de serie en el Calais (aunque la versión atmosférica podría especificarse como una "opción de eliminación"). En cambio, el venerable Holden V8 de 5.0 litros fue reemplazado por un nuevo V8 Gen III de 5.7 litros procedente de los Estados Unidos. (El motor LS1 se fabricó en la fábrica de trenes de potencia de St Catharines GM que se encuentra en Ontario, Canadá). El VT II en apariencia Gen III V8 fue reclamado por Wheels en 1999 para ser el automóvil australiano más rápido de todos los tiempos. El V8 fue desafinado a 220 kW (295 hp) de la versión original, pero recibiría mejoras de potencia incrementales a 250 kW (335 hp) durante su tiempo en el Commodore.
Estéticamente, todos los modelos de la Serie II VT recibieron cubiertas de ruedas y aleaciones ligeramente revisadas, rejillas delanteras (acentos plateados en los modelos base y barras horizontales cromadas más gruesas en Berlina y Calais), así como lentes transparentes para indicadores laterales y traseros (como se instalaron en 1997-1999 VT Calais) en lugar del ámbar anterior. El Calais actualizado ahora también presentaba una tira cromada en la guarnición del maletero sobre la placa de matrícula, para distinguirlo de las variantes del modelo inferior.
| |
| Un Commodore Olympic (VT II) de edición limitada, con las llantas de aleación de un Berlina (VT), de serie |

| |
| Todos los sedán Commodore (VT II) renovados presentaban lentes indicadores laterales y traseros transparentes originalmente exclusivos de Calais (VT) |

| |
| El (VT II) Calais presentaba una tira cromada en la guarnición del maletero, justo encima de la placa de matrícula |

## Holden Ute
A diferencia del caso de sus otras plataformas de nueva generación, que vieron a Holden lanzar una versión de cupé utilitario al mismo tiempo que otras formas de cuerpo convencionales, nunca se desarrolló una versión de utilidad VT. En cambio, Holden continuó vendiendo la versión de utilidad Commodore VS hasta diciembre de 2000, momento en el que se lanzó Holden Ute (VU). Este vehículo se basó en la plataforma de batalla larga del Commodore VX, que se lanzó en octubre de 2000 como el primer lavado de cara importante de la serie VT.

## Rango de HSV
La gama de rendimiento mejorada de la gama basada en VT original vendida por Holden Special Vehicles (HSV) comprendía las siguientes variantes:
- Sedán Manta con un motor V8 de 5.0 litros y 195 kW de 5 velocidades manual o automático opcional de 4 velocidades
- Sedán Clubsport con un motor V8 de 5.0 litros y 195 kW de 5 velocidades manual o automático opcional de 4 velocidades
- Sedán GTS con un motor V8 de 220 kW de 5.7 litros o versión manual de 6 velocidades opcional de 230 kW o automática de 4 velocidades opcional
- Sedán Senator con un motor V8 de 5.7 litros de 220 kW o una versión opcional de 230 kW automática de 4 velocidades con la opción manual de 5 o 6 velocidades
- Sedán Senator Signature con un motor V8 de 5.7 litros 220 kW o una versión opcional de 230 kW automática de 4 velocidades con la opción manual de 5 o 6 velocidades
- Vagón Senator Estate con un V8 de 220 kW de 5.7 litros o versión automática de 4 velocidades opcional de 230 kW únicamente.

También se lanzó un modelo XU8 de ejecución limitada impulsado por el último V8 de 5.0 litros fabricado en Australia, que será reemplazado por el estándar V8 de 5.7 litros importado en los autos VT Serie II. El lanzamiento de esta serie también presentó el sedán XU6 de corta duración, que fue impulsado por la versión sobrealimentada del motor V6 de 3.8 litros del Commodore.

### Clubsport

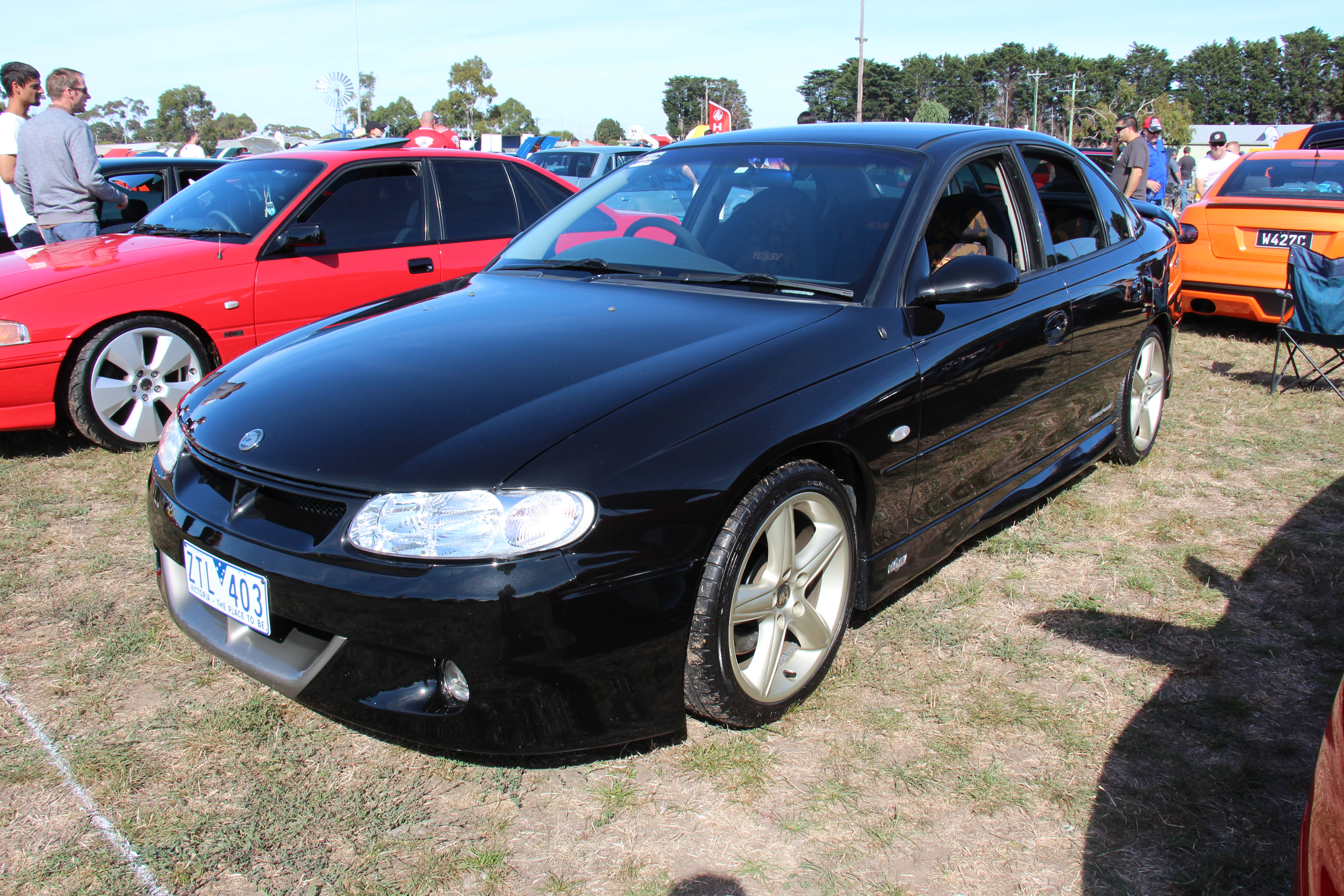
HSV Clubsport -UK GTS (VT)

Lanzado en 1997, el HSV VT Clubsport era mucho más grande y pesado que sus predecesores. Los críticos señalaron que su motor, un V8 de 5.0 litros (que produce 195 kW (265 PS; 261 hp)), también estaba disponible como una opción en el Commodore SS, lo que hace que el Clubsport sea menos exclusivo y deseable. El VT Clubsport contó con muchas características de lujo, incluido un reproductor de CD, volante, asientos delanteros y luces antiniebla.
El VT Series II fue lanzado en 1999 para reemplazar el Clubsport estándar. Presentaba un nuevo motor V8 LS1 Gen III de 5.7 litros, procedente de GM Powertrain, que producía 250 kW (340 CV; 335 CV). La producción cesó en 2000.
- Serie 2 VT Clubsport rebautizado como GTS para el mercado del Reino Unido

### GTS

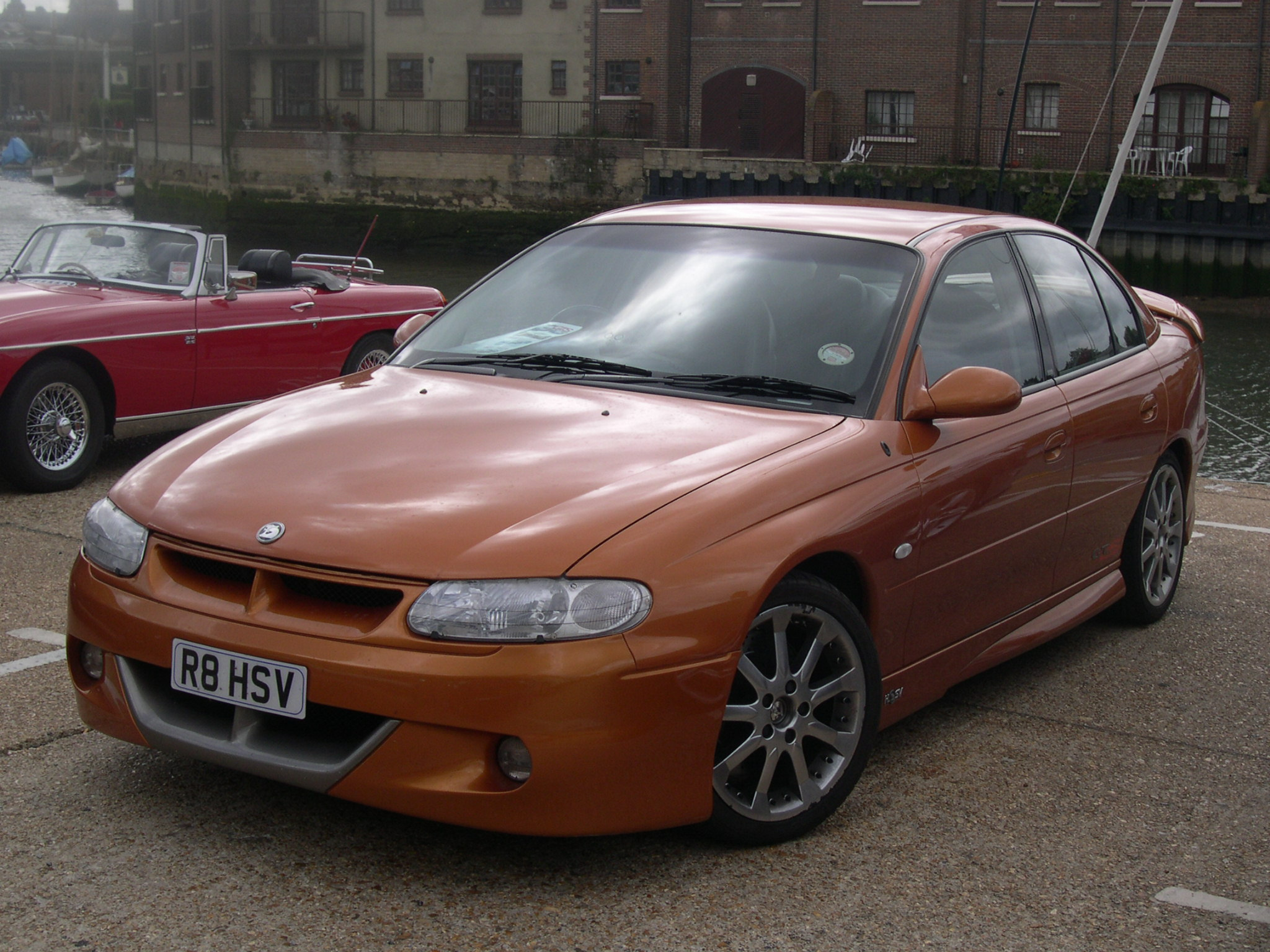
HSV GTS - Reino Unido GTSR (VT)

- HSV GTS - Reino Unido GTSR (VT)Serie 1 VT GTS - 161 producido - 126 manual, resto automático
- Serie 2 VT GTS - 100 producidos
- Serie 2 VT GTSR - 15 producidos para el mercado del Reino Unido

### Firma del Senator

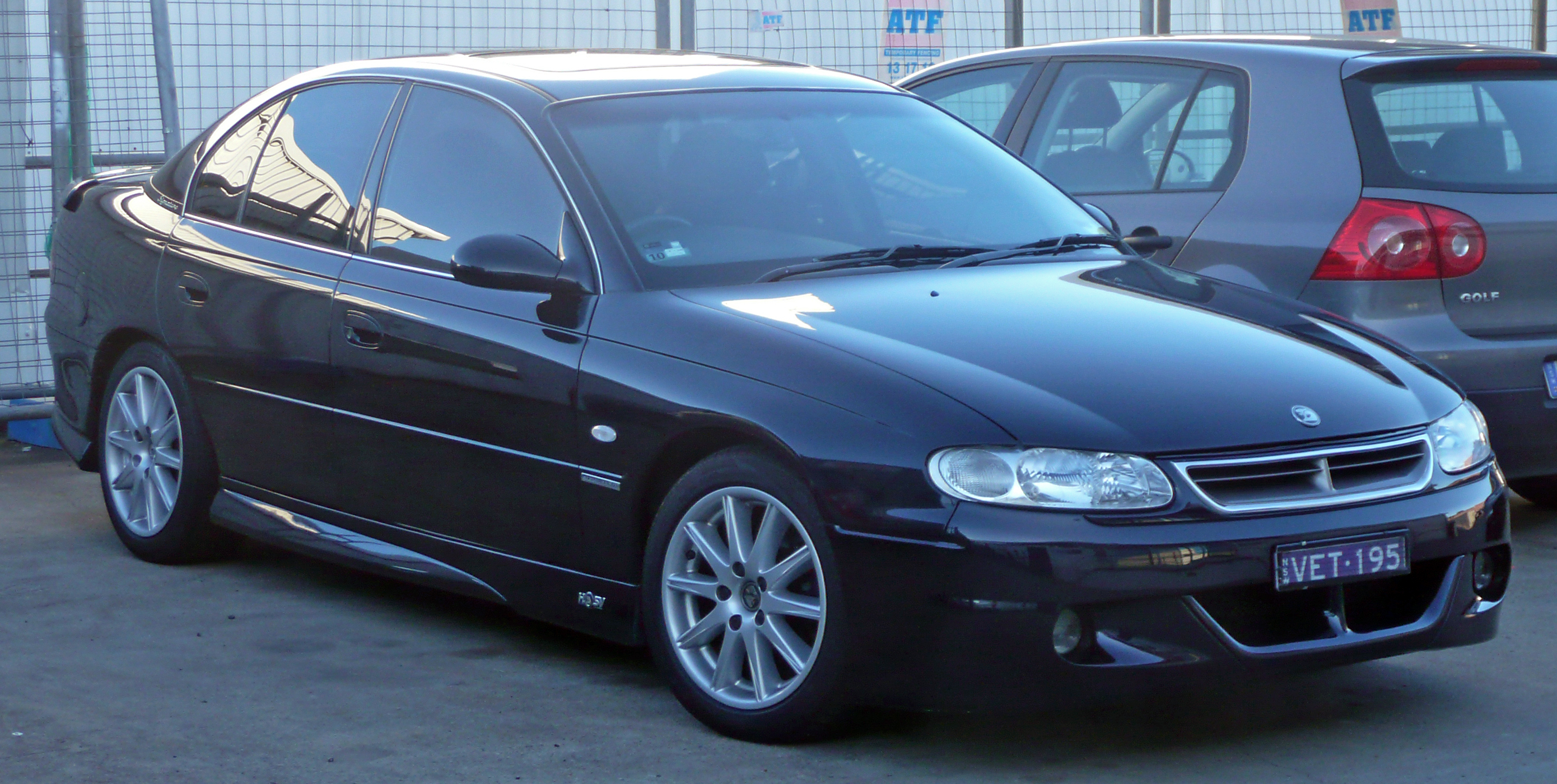
Sedán HSV Senator (VT)

Introducido en 1997, el VT Senator Signature ganó la carrocería completamente nueva más grande del VT Commodore y también anunció la introducción de un vagón Senator Signature por primera vez en la gama HSV. Se ofrecieron motores V8 mejorados de 195 kW (261 hp) de 5.0 litros y 220 kW (295 hp) de 5.7 litros. El VT Senator Signature venía de serie con una dirección sensible a la velocidad que actuaría de diferentes maneras según la carretera y las condiciones circundantes y una suspensión de lujo ajustada con amortiguadores Monroe Sensatrac. La apariencia difería de otros modelos HSV con el uso de una rejilla cromada de una lama, faldones laterales, faros antiniebla delanteros y llantas de aleación de 17 pulgadas y 10 radios. La suspensión se bajó, con asientos de cuero y vetas de madera de serie en todo el Senator Signature.
La dirección incluía la tecnología de piñón y cremallera asistida por potencia Variatronic . La suspensión trasera independiente y los lujosos amortiguadores de velocidad variable Sensatrac delanteros y traseros instalados para un control de marcha suave y estabilidad a alta velocidad. Además, HSV agregó características especiales complementarias que eran para el conductor en lugar del automóvil, como una antorcha Maglite, un removedor de tapa de tuercas de rueda y una navaja multiusos. El VT Serie II introdujo un nuevo LS1 V8 de 5.7 litros que producía 250 kW (335 hp) y 473 N⋅m (349 lb⋅ft).
Se ofreció una opción de dos transmisiones: una manual de 6 velocidades y una automática de 4 velocidades. Airbags frontales y laterales, aire acondicionado con control de temperatura y control de tracción son algunas de las características que vienen de serie. Al activar un determinado botón en la cabina etiquetado como "potencia", la transmisión automática mantiene las marchas por más tiempo, esto le da al automóvil más potencia de aceleración. En cuanto al almacenamiento, la cabina ofrece bolsillos detrás de los asientos, bolsillos en las puertas, una guantera grande y un compartimento para la consola, además del maletero más grande.
El Senator Signature Estate Wagon tenía dos versiones disponibles con esta versión, la 195i y la 220i, estas eran conocidas por las insignias que se encuentran en la parte trasera. Los números que se eligieron fueron para ilustrar la potencia que tenían los autos. Algunas de las características opcionales incluyen un sistema de frenado mejorado, limpiaparabrisas con sensor de lluvia y una suspensión afinada de lujo. El cuero se destacó en gran medida en todo el vehículo y el control de clima dual fue para mejorar la comodidad de los pasajeros en todo el vagón grande. Un sistema de audio de entretenimiento especial solo está disponible como una opción adicional e incluye un paquete de audio Premium con un amplificador de potencia de 350 kilovatios y un CD de 6 pilas. Hay un asiento delantero opcional Coulson de "rendimiento" que es para mayor comodidad. Las llantas son llantas de aleación de 17 pulgadas y 10 radios.

## Exportaciones
Las exportaciones del VT a Oriente Medio, rebautizado como Chevrolet Lumina, comenzaron en 1998. El VT Commodore fue el primer Holden fabricado con volante a la izquierda desde que el LH Torana terminó su producción en 1976.
Además, General Motors do Brasil también importó el VT como Chevrolet Omega desde octubre de 1998 para reemplazar al predecesor del mismo nombre que era un Opel Omega A rebautizado. El modelo brasileño se vendió como un modelo CD de especificación única, basado en el Holden Calais automático impulsado por el motor Ecotec V6 de 3.8 litros. El modelo VT II llegó al Brasil en diciembre de 1999. Las ventas de VT Omega finalizaron en 2001 cuando se sustituyó por el modelo VX, como se anunció el 18 de mayo de 2001.

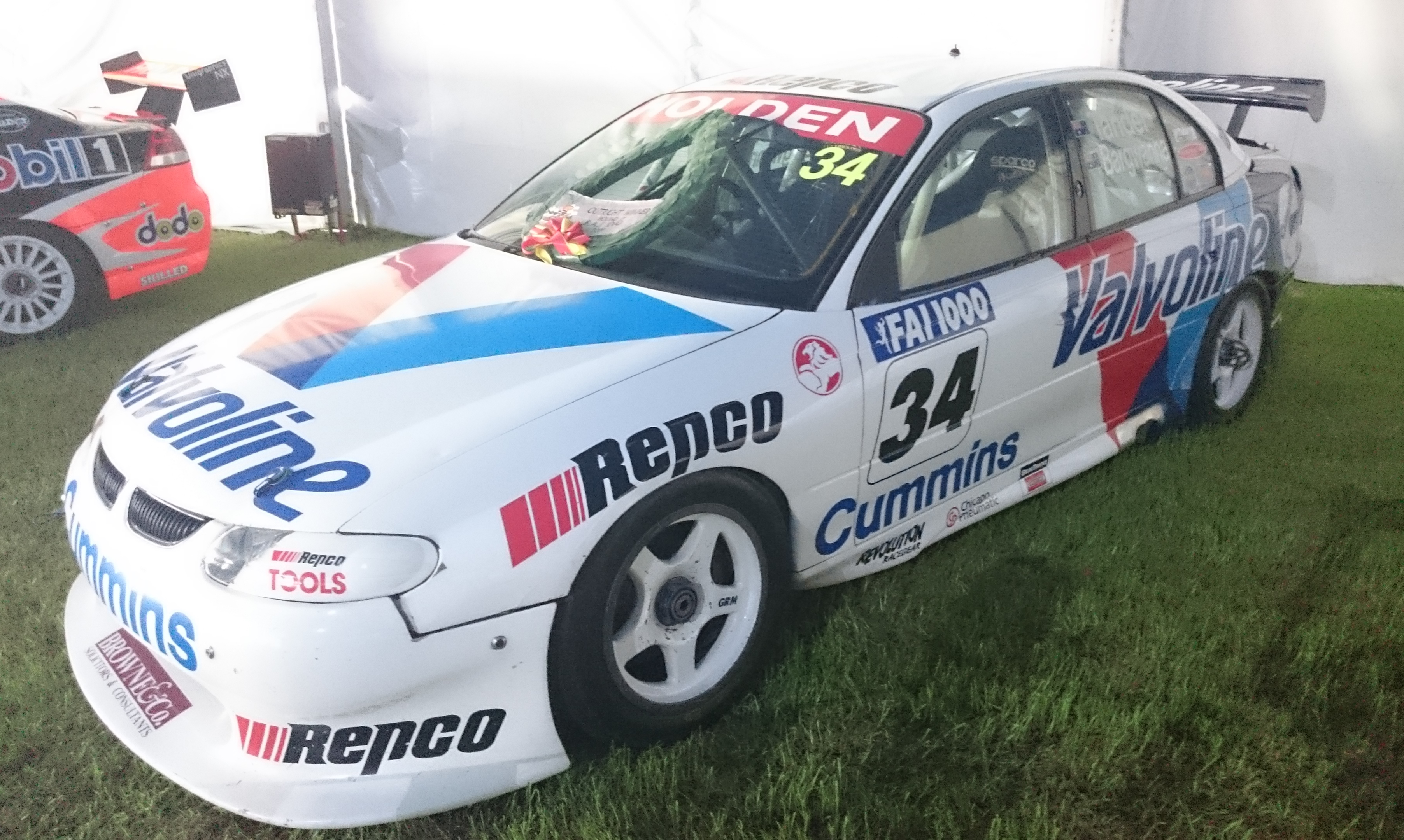
El Commodore VT en el que Garth Tander y Jason Bargwanna ganaron el FAI 1000 2000 en Bathurst.

## Producción
La producción de todos los VT entre agosto de 1997 y agosto de 2000 ascendió a 303.895 unidades. De estas, unas 100.000 unidades se vendieron en los primeros 22 meses previos al lanzamiento del VT Serie II en junio de 1999, y se exportaron 33.428.

## Deportes de motor
Un Commodore VT conducido por Garth Tander y Jason Bargwanna ganó el FAI 1000 2000 en Bathurst.